# Per Reinhold Bråkenhielm
Per Reinhold Bråkehielm, född 10 oktober 1796 i Pjätteryds församling, Kronobergs län, död 8 maj 1878 i Tvååkers församling, Hallands län, var en svensk präst, lärare och politiker.
Bråkenhielm blev 1823 fortifikationsofficer och var därefter lärare vid Teknologiska institutet 1827–1838 samt i ett flertal ämnen, främst matematik, vid Krigsakademien vid Karlberg 1829–1858. Bråkenhielm var en flitig och intresserad riksdagsman av konservativt kynne. Han var ledamot av ridderskapet och adeln från 1823 till och med 1856/58 samt 1865/66 års riksdagar. Efter pastoralexamen prästvigdes han 1855 och blev kyrkoherde i Tvååker och Spannarp 1857. Han utgav ett flertal matematiska läroböcker. Bråkenhielm är gravsatt på Tvååkers kyrkogård.